# Le Castellet (Var)
Le Castellet – miejscowość i gmina we Francji, w regionie Prowansja-Alpy-Lazurowe Wybrzeże, w departamencie Var.
Według danych na rok 1990 gminę zamieszkiwały 3084 osoby, a gęstość zaludnienia wynosiła 69 osób/km² (wśród 963 gmin regionu Prowansja-Alpy-W. Lazurowe Castellet plasuje się na 196. miejscu pod względem liczby ludności, natomiast pod względem powierzchni na miejscu 168.).
Obszar gminy jest częścią apelacji winiarskiej AOC Bandol.